# Какареко
Какареко (порт.-браз. Cacareco) — бразильская самка носорога, известная тем, что участвовала в выборах городского совета.
Какареко обитала в зоопарке Сан-Паулу. Её выдвинули в кандидаты на пост главы городского совета. Произошло это в 1958 году. Избирательный комитет кандидата официально не утвердил. Она выиграла выборы, и сделала это с большим отрывом, получив 100 тыс. голосов. Это был один из самых лучших показателей в истории Бразилии на тот момент. Группа студентов напечатала около 200 тыс. бюллетеней с её именем. Многие избиратели говорили, что «лучше избрать носорога, чем осла». Результаты выборов признали недействительными, а новые выборы провели через неделю.
Выражение «голос Какареко» вошло в португальский язык Бразилии. Оно означает протестное голосование.